# Screamin' Jay Hawkins
Jalacy Hawkins (18. července 1929, Cleveland, Ohio – 12. února 2000, Neuilly-sur-Seine, Francie), známý převážně jako Screamin' Jay Hawkins, byl afroamerický zpěvák a herec. Proslavil ho jeho silný emotivní zpěv, zejména pak píseň „I Put a Spell on You“.

## Životopis
Narodil se a vyrůstal v Clevelandu, od dětství se učil na piano a později i na kytaru. Období druhé světové války prožil jako člen Tichomořského divadla, které bylo součástí Letectva Spojených států amerických. Během tohoto válečného působení v Tichomoří byl vězněn jako válečný zajatec a měl být také mučen, což prý mělo později dát příčinu ke vzniku jeho skladby „I Put a Spell on You“.
V roce 1951 krátce spolupracoval s kytaristou Tiny Grimesem, později vystupoval samostatně, oděn do leopardí kůže, prapodivných klobouků a voodoo rekvizit. Roku 1956 nahrál svou nejslavnější píseň „I Put a Spell on You“. Původně se mělo jednat o baladu, avšak pod vlivem alkoholu se v nahrávacím studiu verze postupně měnila v uhrančivý hrdelní zpěv, který ji později proslavil. V šedesátých a sedmdesátých letech často vystupoval v Evropě, zejména pak v Paříži, kde byl velice populární a kde rovněž na sklonku svého života pobýval.
V osmdesátých letech se objevil ve filmu Tajuplný vlak  (Mystery Train) režiséra Jima Jarmusche, vystupoval se zpěvákem Nickem Cavem.
Hawkins zemřel 12. února 2000 v nemocnici nedaleko Paříže po operaci vykonané v souvislosti s léčbou aneurysmatu. Zanechal po sobě mnoho žen a zhruba 57 dětí, je však možné, že jich měl až 75.

## Diskografie
- 1958 At Home with Screamin' Jay Hawkins (Okeh/Epic) – jiné edice pojmenovány Screamin' Jay Hawkins a I Put a Spell on You
- 1965 The Night and Day of Screamin' Jay Hawkins (Planet/52e Rue Est) – také In the Night and Day of Screamin' Jay Hawkins
- 1969 What That Is! (Philips)
- 1970 Because Is in Your Mind (Armpitrubber) (Philips)
- 1972 Portrait of a Man and His Woman (Hotline) – také pojmenováno I Put a Spell on You a Blues Shouter
- 1977 I Put a Spell on You
- 1979 Screamin' the Blues (Red Lightnin')
- 1983 Real Life (Zeta)
- 1984 Screamin' Jay Hawkins and The Fuzztones Live (Midnight Records) – živá nahrávka
- 1988 At Home with Jay in The Wee Wee Hours (Midnight Records) – živá nahrávka
- 1988 Live & Crazy (Blue Phoenix) – live
- 1990 The Art of Screamin' Jay Hawkins (Spivey)
- 1991 Black Music For White People (Bizarre/Straight Records/Planet Records)
- 1991 I Shake My Stick at You (Aim)
- 1993 Stone Crazy (Bizarre/Straight/Planet)
- 1994 Somethin' Funny Goin' On (Bizarre/Straight/Planet)
- 1993 Rated X (Sting S) – živá nahrávka
- 1998 At Last (Last Call)
- 1999 Live at the Olympia, Paris (Last Call) – živá nahrávka s jednou novou studiovou písní

## Filmografie
- American Hot Wax (1978)
- Tajuplný vlak (Jim Jarmusch, 1989)
- A Rage in Harlem (1991)
- Perdita Durango, also known as Dance with the Devil (Álex de la Iglesia, 1997)
- Peut-etre (Cedric Klapish, 1999)